# Pinkovce
Pinkovce es un municipio del distrito de Sobrance en la región de Košice, Eslovaquia, con una población estimada a final del año 2024 de 187 habitantes.
Se encuentra ubicado al noreste de la región, en la cuenca hidrográfica del río Bodrog (afluente derecho del Tisza) y cerca de la frontera con la región de Prešov y Ucrania.

## Demografía
| Año        | 1994 | 2004     | 2014    | 2024  |
| ---------- | ---- | -------- | ------- | ----- |
| Población  | 212  | 188      | 170     | 187   |
| Diferencia |      | −11,32 % | −9,57 % | +10 % |

| Año        | 2023 | 2024    |
| ---------- | ---- | ------- |
| Población  | 184  | 187     |
| Diferencia |      | +1,63 % |